# Владислав
Владислав (Ладислав и Владисав) је мушко име словенског порекла. Гради се од речију владати и слава. Значење имена је онај који славно влада. Женски облик овог имена је Владислава (Ладислава и Владисава).

## Различити језици
Појављује се у разним народима и језицима:
- Владислав (нем: Wladyslaw)
- Владислав (пољ: Władysław)
- Владислав (рус: Владислав)
- Владислав (сло: Vladislav)
- Владислав (срп: Владислав)
- Ладислав (енг: Ladislaus)
- Ладислао (ита: Ladislao)
- Ласло (мађ: László, Ulászló)

## Варијације имена
Варијације имена код Срба:
- Владанко
- Владета
- Владица

Варијације имена код Мађара:
- Ладислав (мађ: Ladiszla)
- Ладисло (мађ: Ladiszló)
- Ладсло (мађ: Ladszló)
- Лацло (мађ: Lacló)
- Лаци (мађ: Laci)
- Лацо (мађ: Lacó)

## Имендани
- 27. фебруар.
- 4. мај.
- 27. јун.
- 8. август.
- 28. август.

## Познате личности

### Срби
- Стефан Владислав I (енг: Stefan Vladislav I of Serbia) – српски краљ, владао од 1233/1234. до 1243. године
- Стефан Владислав II − (енг: Stefan Vladislav II of Syrmia) – српски владар, владао Сремом (1316—1325) и претендент на српски престо.
- Владислав Херцеговић – син Херцега Стефана.
- Владислав Петковић Дис – познати песник.
- Владислав Петковић
- Владислав Рибникар

### Мађари
- Ласло I Свети (мађ: I. (Szent) László) – мађарски краљ.
- Ласло II (мађ: II. László) мађарски краљ.
- Ласло III (мађ: III. László) – мађарски краљ.
- Ласло IV Куманац (мађ: IV. (Kun) László) – мађарски краљ.
- Ласло Напуљски (мађ: Nápolyi László) – престолонаследник и краљ напуљски, Карољ II (мађ: II. (Kis) Károly).
- Ласло V (мађ: V. László) – краљ Мађара и Чеха.
- Ласло Пап (мађ: László Papp) – мађарски боксер.

### Бугари
- Иван Владислав Бугарски – бугарски цар, владао Бугарском од 1015. до 1018. године.

### Немци
- Владислав Постхумос – син јединац немачког краља Алберта II.

### Остали
- Владислав II
- Владислав Јагело
- Владислав II Јагело
- Владислав Лалицки
- Владислав Филиповић